# Філіп Азанго
Філіп Азанго (англ. Philip Azango, нар. 21 травня 1997) — нігерійський футболіст, нападник словацького «Тренчина».

## Ігрова кар'єра
Народився 21 травня 1997 року у Нігерії. Вихованець Академії ГБС, після закінчення якої грав на батьківщині за клуби «Насарава Юнайтед» та «Плато Юнайтед».
У вересні 2017 року уклав контракт зі словацьким клубом «Тренчин», у складі якого провів наступний рік своєї кар'єри гравця. Більшість часу, проведеного у складі «Тренчина», був основним гравцем атакувальної ланки команди, зігравши у 26 іграх чемпіонату, в яких забив 3 голи.
У серпні 2018 року нігерієць перейшов у бельгійський «Гент», підписав трирічний контракт з командою. За два сезони відіграв за команду з Гента 1 матч в національному чемпіонаті, після чого повернувся до «Тренчина».

## Титули і досягнення
- Володар Кубка Словаччини (1):

«Спартак» (Трнава): 2024-25